# Марсел Петио
Марсел Петио (на френски: Marcel André Henri Félix Petiot) е френски лекар, превърнал се в сериен убиец, осъден за множествени убийства след откриването на останките на 26 жертви в неговата къща. Предполага се, че е убил около 150 души общо през целия си живот.
На 26 март 1914 г. е обявен за психически нездрав човек. Многократно е изключван от училище. Завършва през 1915 година специална академия в Париж. По време на Първата световна война е отравян с газ и раняван. След психичен срив е демобилизиран. Лежи в затвора за кражба. Оказва се, че страда и от клептомания. Въпреки диагнозата е изпратен отново на фронта през 1918 година. След три седмици го демобилизират отново, защото се прострелва в крака.
След войната постъпва в ускорена образователна програма, специално разработена за ветерани. Завършва медицинското си образование за осем месеца и отива на практика в психиатричната болница в Еврьо. През 1921 година получава степен доктор по медицина. Оттук нататък го преследва съмнителна репутация за използването на наркотици в лечението и извършване на незаконни аборти. Предполага се, че първата му жертва е от 1926 г.
След началото на Втората световна война се занимава с издаване на фалшиви медицински свидетелства. Но най-известната му дейност е осигуряване на фалшив маршрут за бягство зад граница. Той взима по 25 000 франка от жертвите си, като им обещава да ги закара до Аржентина през Португалия, след което ги убива. Най-напред хвърля телата им в Сена, но след това започва да ги гори. Дейността му не остава незабелязана. Той е арестуван и в дома му са открити 26 трупа. Осъден е на смърт и е гилотиниран.

## За него
- Grombach, John. The Great Liquidator. Garden City, NY: Doubleday, 1980.
- Kershaw, Alister. Murder in France. London: Constable, 1955.
- Maeder, Thomas. The Unspeakable Crimes of Dr. Petiot. Boston: Little, Brown and Co., 1980.
- Seth, Ronald. Petiot: Victim of Chance. London: Hutchinson, 1963.